# ويلفريد إرينغتون
ويلفريد إرينغتون (بالإنجليزية: Wilfred Elrington) (و. القرن 20  م) هو سياسي، وصحفي، ومحامي، وقاضي بليزي، ولد في مدينة بليز.

## مناصب
تولى منصب عضو مجلس نواب بليز ‏
- عضو مجلس نواب بليز ‏[6]

.

## التعليم
تعلم في جامعة الهند الغربية
.